# سبيس إكس كرو 1

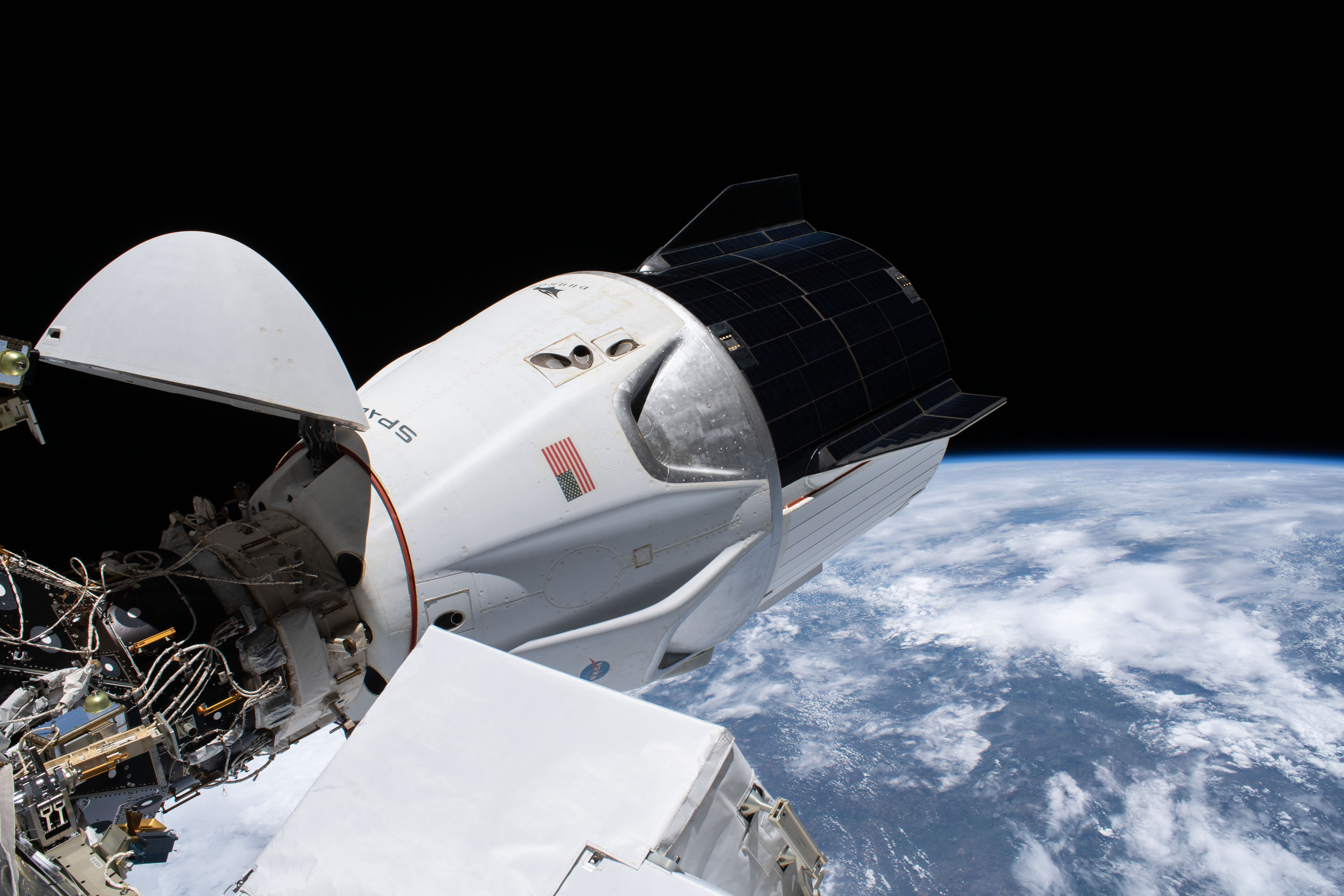
كبسولة ريزيليانس أثناء التحامها بمحطة الفضاء الدولية.

شعار مهمة كرو 1 التابعة لسبيس إكس.

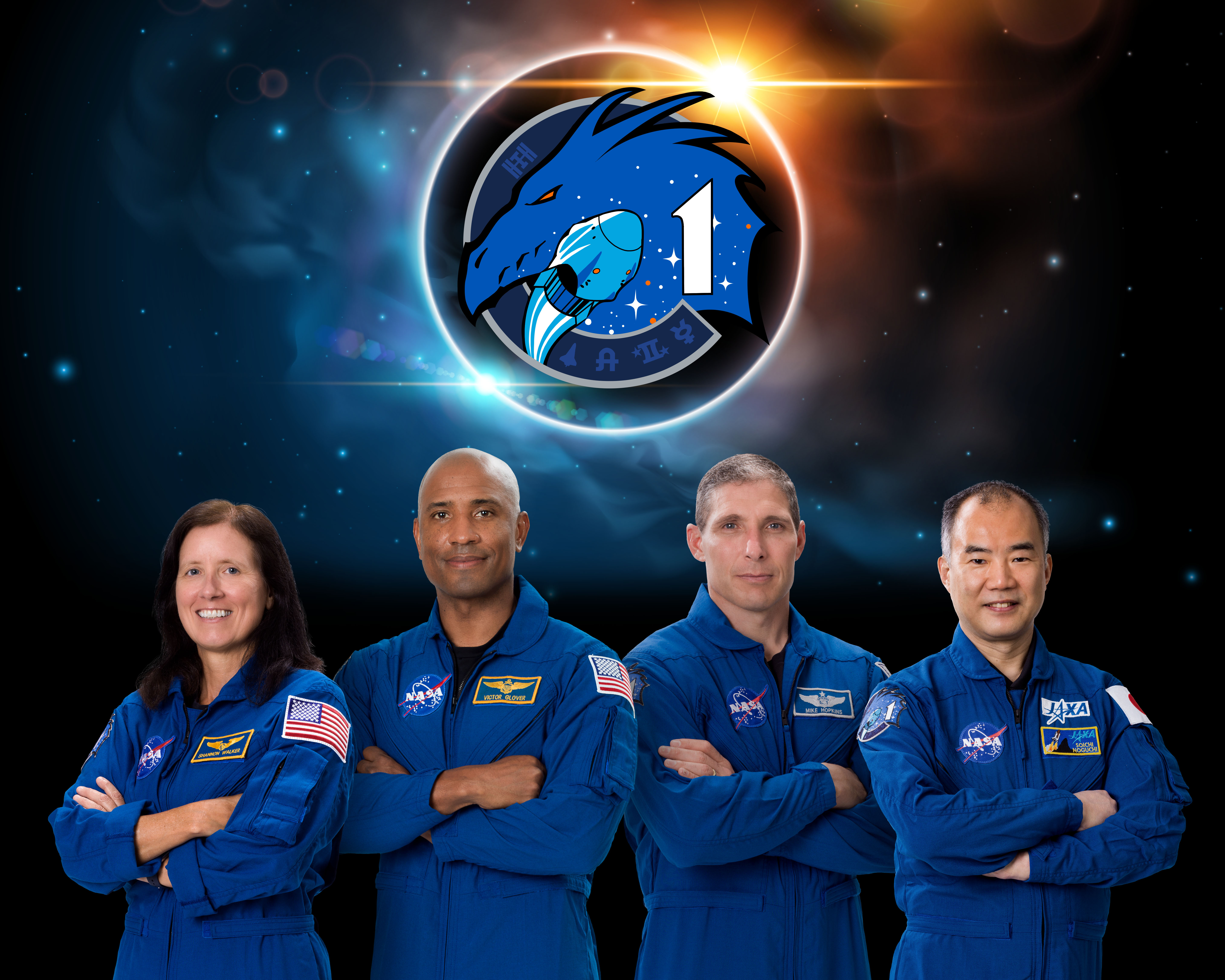
(من اليسار إلى اليمين) ووكر وجلوفر وهوبكنز ونوجوتشي.

سبيس إكس كرو 1 (المعروفة أيضًا باسم يو إس سي في 1 أو كرو 1 ببساطة)( هي أول رحلة تشغيلية مأهولة لمركبة كرو دراغون الفضائية وتمثل أيضًا أول إطلاق مأهول ليلي من قبل الولايات المتحدة منذ إطلاق مهمة إس تي إس 131 في أبريل 2010. انطلقت المركبة الفضائية المُسمى ريزيليانس في 16 نوفمبر 2020 الساعة 00:27:17 بالتوقيت العالمي المنسق (7:27: 17 مساءً بتوقيت شرق الولايات المتحدة) على متن صاروخ فالكون 9 من مجمع الإطلاق إل سي 39 إيه في مركز كينيدي للفضاء، حاملةً رائد مايكل هوبكنز وفيكتور جلوفر وشانون ووكر بالإضافة إلى رائد فضاء سويشي نوجوتشي التابع لمنظمة استكشاف الفضاء اليابانية (جاكسا)، وجميعهم من أعضاء البعثة رقم 64 إلى محطة الفضاء الدولية. كانت هذه المهمة ثاني رحلة مدارية مأهولة على متن مركبة كرو دراغون.
كرو 1 هي أول مهمة تشغيلية إلى محطة الفضاء الدولية في برنامج الطاقم التجاري. في البداية، أطلقت ناسا عليها اسم «يو إس سي في 1» في عام 2012، وتأجل موعد الإطلاق عدة مرات عن تاريخ الإطلاق الأصلي في نوفمبر 2016. من المتوقع أن تعود المركبة إلى الأرض في 9 مايو 2021 لتهبط على سطح المحيط لإعادة استخدامها في مهمة مستقبلية أخرى.

## نظرة عامة
في نوفمبر 2012، أُعلِن عن أول مهمة تشغيلية في برنامج الطاقم التجاري، التي سُميت في البداية «سي إس سي في 1» (مركبة طاقم الولايات المتحدة، المهمة 1) من قبل وكالة ناسا، وحُدد موعد الإطلاق في نوفمبر 2016. في أبريل 2013، أُعلن عن تأجيل الإطلاق لمدة عام واحد حتى نوفمبر 2017. ثم أُجِلت المهمة إلى عامي 2019 و2020، ما أجَل المهمتين الاختباريتين غير المأهولة والمأهولة على التوالي. بعد مهمة كرو دراغون التجريبية 2، حُدد موعد إطلاق مهمة كرو 1 في سبتمبر 2020؛ حدثت المزيد من التأجيلات نتيجة قيود جائحة كوفيد 19 وتأثيرها على الجدول الزمني لمهمتي إرسال وإعادة الطاقم إلى محطة الفضاء الدولية وتسليم المؤن إلى المحطة، ثم أُجلِت المهمة مرةً أخرى بسبب حدوث مشكلة في مولدات الغاز في محركات ميرلين 1 دي الخاصة بالمركبة.
في 29 سبتمبر 2020، كشف قائد المهمة مايكل هوبكنز خلال مؤتمر صحفي لوكالة ناسا أن طاقم الكبسولة قرر تسميتها ريزيليانس
نظرًا لانتشار جائحة كوفيد 19 في فلوريدا، سمح مجمع زوار مركز كينيدي للفضاء لعدد قليل فقط من الأشخاص بمشاهدة الإطلاق من المركز. في 3 أغسطس 2018، أُعلن أن طاقم المهمة سيشمل مايكل إس هوبكنز وفيكتور جيه غلوفر. وفي 31 مارس 2020، أُضيف رائد فضاء سويشي نوغوتشي التبع لجاكسا وشانون ووكر التابعة لناسا.

## استعدادات المهمة
وصل صاروخ فالكون 9 الخاص بالمهمة إلى كيب كانافيرال، فلوريدا، في 14 يوليو 2020. ووصلت كبسولة كرو دراغون سي 207 إلى مرافق سبيس إكس في فلوريدا، في 18 أغسطس 2020. مثّل الإطلاق الناجح لفالكون 9 من محطة كيب كانافيرال الجوية (سي سي إيه إف إس) في 5 نوفمبر 2020 علامةً فارقة في الطريق نحو إطلاق مهمة كرو 1. أطلق الصاروخ بنجاح قمرًا لنظام تحديد المواقع العالمي (جي بّي إس III 04) تابعًا لقوات الفضاء الأمريكية، ما أكد حلّ المهندسين لمشكلة محركات ميرلين 1 التي أخرت مهمة قمر تحديد المواقع ومهمة كرو 1.
وصل الطاقم إلى مركز كينيدي للفضاء على متن طائرة جلف ستريم تابعة لناسا في 8 نوفمبر 2020 الساعة 13:53 بالتوقيت العالمي المنسق. حُدد موعد مراجعة استعداد الإطلاق (إف آر آر) من قبل مسؤولي ناسا في 10 نوفمبر 2020 لمناقشة المشكلات الفنية التي لم تُحل، ولمراجعة حالة تحضيرات الإطلاق، ومنح الموافقة للفريق المهمة للمضي قدمًا في إطلاق كرو 1. أعطى مسؤولو ناسا الموافقة لسبيس إكس في 12 نوفمبر 2020 لبدء رحلات دورية مأهولة إلى محطة الفضاء الدولية، ما يشير إلى الانتقال من مرحلة التطوير إلى مرحلة التشغيل لمركبة كرو دراغون المخصصة لنقل البشر. رُفع الصاروخ إلى موضعه العمودي على المنصة لاختبار إطلاق محركات ميرلين 1 الرئيسية في 11 نوفمبر 2020 الساعة 20:49 بالتوقيت العالمي المنسق. خلال البروفة النهائية قبل تزويد الصاروخ بالوقود (دي دي آر) في 12 نوفمبر 2020، ارتدى أفراد الطاقم بدلات الضغط الخاصة بهم وصعدوا على متن كبسولة ريزيليانس. أجرت سبيس إكس مراجعة جاهزية الإطلاق (إل آر آر) في 13 نوفمبر 2020. 